# Upplands runinskrifter 1171
Upplands runinskrifter 1171 är en vikingatida ristad sten av grå granit i Axsjö, Västerlövsta socken och Heby kommun. Stenen är rent ornamental och prydd av ett fyrfotadjur omslingrat av en orm samt en runslinga som saknar runor. Den är 2,2 meter hög och 1,9 meter bred. Ristningen är utförd av en mycket skicklig ristare som av någon anledning inte fullföljt arbetet med att rista runor i det färdiga runbandet. Varför ristningen lämnats i ofärdigt skick är oklart. Möjligen är ristningen utförd av Livsten.